# Percy Nobbs

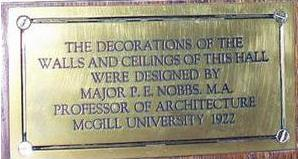
Tablica pamiątkowa dla majora Percy'ego Erskine w salii Currie w Akademii Wojskowej w Kanadzie

Percy Erskine Nobbs (ur. 11 sierpnia 1875 w Haddington, zm. 5 listopada 1964 w Montrealu) – szermierz reprezentujący Kanadę, uczestnik letnich igrzysk olimpijskich w Londynie w 1908 roku.
Był architektem. Zaprojektował wiele budynków i budowli w Montrealu.